# Eystein Weltzien
Eystein Weltzien (* 14. Dezember 1949) ist ein ehemaliger norwegischer Orientierungsläufer und Skilangläufer. 
1978 wurde er mit der norwegischen Mannschaft, in der neben Weltzien auch Jan Fjærestad, Svein Jacobsen und Egil Johansen liefen, Staffelweltmeister. Bereits 1974 in Silkeborg hatte er mit ihr Bronze gewonnen und im Einzelwettbewerb hinter dem Schweden Bernt Frilén und Jan Fjærestad ebenfalls den dritten Platz belegt.
Weltzien war auch ein guter Skilangläufer. Bei norwegischen Meisterschaften siegte er von 1972 bis 1976 fünfmal in Folge mit der Staffel von IL i BUL. 1975 wurde er mit dem norwegischen Sportpreis Egebergs Ærespris ausgezeichnet, ein Preis für Sportler, die in mehreren Sportarten erfolgreich waren.
Seine Kinder Audun Weltzien und Ingunn Hultgreen Weltzien sind ebenfalls als Orientierungsläufer aktiv. 

## Platzierungen bei den Orientierungslauf-Weltmeisterschaften
Legende: WM = Weltmeisterschaften
| Wettbewerb | Disziplin | 1972 | 1973 | 1974 | 1975 | 1976 | 1977 | 1978 | 1979 |
| ---------- | --------- | ---- | ---- | ---- | ---- | ---- | ---- | ---- | ---- |
| WM         | Lang      | 17.  |      | 3.   |      |      |      | 4.   | 9.   |
|            | Staffel   | dsq  |      | 3.   |      |      |      | 1.   | 6.   |

1972, 1974 und 1975 war er norwegischer Einzelmeister.